# 萧氏 (秦晋国妃)
秦晋国妃萧氏（1001年—1069年），辽朝女画家，出自契丹萧氏。
她的曾祖父迷古宁详稳演乌卢，曾祖母耶律涅岑姑，祖父燕京留守衙内都指挥使、驸马都尉萧割烈，祖母永徽公主耶律仙河，父亲枢密使、北府宰相、驸马都尉萧排押（萧曷宁），母亲是辽景宗和萧绰的幼女魏国公主耶律长寿女。开泰五年（1016年）十六岁的萧氏嫁辽圣宗之弟秦晋国王耶律隆庆，封号秦晋国妃。耶律隆庆官至资忠弘孝神谋霸略兴国功臣、兵马大元帅、燕京留守、守尚书令兼政事令、秦晋国王，赠孝贞皇太弟。耶律隆庆去世后，萧氏改嫁耶律隆庆的长子耶律宗政，官至资忠佐理保义翊圣同德功臣、开府仪同三司、守太傅兼中书令、判武定军节度使、魏国王。当时契丹逐渐汉化，耶律宗政以“违卜”拒绝了这桩婚事，不即奉诏，不复请婚。辽圣宗以萧氏再嫁忠亮竭节宣力佐国功臣、守太尉兼中书令、鲁国公、赠太保、谥忠正刘二玄。萧氏历任赵国、魏国、燕国、宋国、吴越、齐楚、秦晋等国号。她读书至萧何、房玄龄、杜如晦等人的列传，感慨自己身为女子，不能发挥自己的匡国致君之术，辽道宗经常召她至行在垂问治国大体。咸雍五年（1069年）七月，辽道宗至庆陵，萧氏告归中京，途中暴病而亡，时年六十九岁。辽道宗让她葬于显陵，与耶律宗政合葬。萧氏博览经史，擅长文词，有歌咏诗赋。其性不好音律，不修容饰，善飞白书，尤工丹青。居所屏扇等，多为她所画。习骑射，聚集宾客，谈论兴亡，品鉴人物。有《见志集》若干卷。